# Doug Jarvis
Douglas McArthur "Doug" Jarvis, född 24 mars 1955, är en kanadensisk före detta professionell ishockeyforward som tillbringade 14 säsonger i den nordamerikanska ishockeyligan National Hockey League (NHL), där han spelade för Montreal Canadiens, Washington Capitals och Hartford Whalers. Han producerade 403 poäng (139 mål och 264 assists) samt drog på sig 263 utvisningsminuter på 964 grundspelsmatcher. Jarvis spelade också för Binghamton Whalers i American Hockey League (AHL) och Peterborough Petes i Ontario Hockey Association (OHA-Jr) och Ontario Major Junior Hockey League (OMJHL).
Han draftades av Toronto Maple Leafs i andra rundan i 1975 års draft som 24:e spelare totalt.
Jarvis vann fyra raka Stanley Cup-titlar, samtliga med Montreal Canadiens för säsongerna 1975–1976, 1976–1977, 1977–1978 och 1978–1979. Han vann också en Frank J. Selke Trophy (1983–1984) och en Bill Masterton Memorial Trophy (1986–1987). Jarvis innehar också rekordet om att spela flest antalet grundspelsmatcher i rad med sina 964 stycken.
Efter den aktiva spelarkarriären har Jarvis arbetat som assisterande tränare för Minnesota North Stars, Dallas Stars, Kanadas herrishockeylandslag, Montreal Canadiens, Boston Bruins och Vancouver Canucks. Sedan 2018 är han rådgivare för Canucks. I Stars och Bruins vann han ytterligare två Stanley Cup, en med vardera lag.
Han är kusin till Wes Jarvis och "svärkusin" till Dwight Foster, båda två spelade också i NHL.

## Statistik
| 1971–1972      | Brantford Majors    | SOJHL          | 11  | 2   | 10  | 12  | 0   | —   | —  | —  | —  | —  |
| 1972–1973      | Peterborough Petes  | OHA-Jr.        | 63  | 20  | 49  | 69  | 14  | —   | —  | —  | —  | —  |
| 1973–1974      | Peterborough Petes  | OHA-Jr.        | 70  | 31  | 53  | 84  | 27  | —   | —  | —  | —  | —  |
| 1974–1975      | Peterborough Petes  | OMJHL          | 64  | 45  | 88  | 133 | 38  | 11  | 4  | 11 | 15 | 8  |
| 1975–1976      | Montreal Canadiens  | NHL            | 80  | 5   | 30  | 35  | 16  | 13  | 2  | 1  | 3  | 2  |
| 1976–1977      | Montreal Canadiens  | NHL            | 80  | 16  | 22  | 38  | 14  | 14  | 0  | 7  | 7  | 2  |
| 1977–1978      | Montreal Canadiens  | NHL            | 80  | 11  | 28  | 39  | 23  | 15  | 3  | 5  | 8  | 12 |
| 1978–1979      | Montreal Canadiens  | NHL            | 80  | 10  | 13  | 23  | 16  | 12  | 1  | 3  | 4  | 4  |
| 1979–1980      | Montreal Canadiens  | NHL            | 80  | 13  | 11  | 24  | 28  | 10  | 4  | 4  | 8  | 2  |
| 1980–1981      | Montreal Canadiens  | NHL            | 80  | 16  | 22  | 38  | 34  | 3   | 0  | 0  | 0  | 0  |
| 1981–1982      | Montreal Canadiens  | NHL            | 80  | 20  | 28  | 48  | 20  | 5   | 1  | 0  | 1  | 4  |
| 1982–1983      | Washington Capitals | NHL            | 80  | 8   | 22  | 30  | 10  | 4   | 0  | 1  | 1  | 0  |
| 1983–1984      | Washington Capitals | NHL            | 80  | 13  | 29  | 42  | 12  | 8   | 2  | 3  | 5  | 6  |
| 1984–1985      | Washington Capitals | NHL            | 80  | 9   | 28  | 37  | 32  | 5   | 1  | 0  | 1  | 2  |
| 1985–1986      | Washington Capitals | NHL            | 25  | 1   | 2   | 3   | 16  | —   | —  | —  | —  | —  |
|                | Hartford Whalers    | NHL            | 57  | 8   | 16  | 24  | 20  | 10  | 0  | 3  | 3  | 4  |
| 1986–1987      | Hartford Whalers    | NHL            | 80  | 9   | 13  | 22  | 20  | 6   | 0  | 0  | 0  | 4  |
| 1987–1988      | Hartford Whalers    | NHL            | 2   | 0   | 0   | 0   | 2   | —   | —  | —  | —  | —  |
|                | Binghamton Whalers  | AHL            | 24  | 5   | 4   | 9   | 4   | —   | —  | —  | —  | —  |
| NHL totalt     | NHL totalt          | NHL totalt     | 964 | 139 | 264 | 403 | 263 | 105 | 14 | 27 | 41 | 42 |
| OHA-Jr. totalt | OHA-Jr. totalt      | OHA-Jr. totalt | 133 | 51  | 102 | 153 | 41  | —   | —  | —  | —  | —  |

### Internationellt
| Källa:        | Källa:        | Källa:        |         | Utv = Utvisningsminuter | Utv = Utvisningsminuter | Utv = Utvisningsminuter | Utv = Utvisningsminuter | Utv = Utvisningsminuter |
| År            | Lag           | Mästerskap    | Matcher | Mål                     | Assists                 | Poäng                   | Utv                     |                         |
| ------------- | ------------- | ------------- | ------- | ----------------------- | ----------------------- | ----------------------- | ----------------------- | ----------------------- |
| 1974          | Kanada        | JVM           | 5       | 4                       | 1                       | 5                       | 2                       |                         |
| Junior totalt | Junior totalt | Junior totalt | 5       | 4                       | 1                       | 5                       | 2                       |                         |